# Zbyněk Havrda (1962)
Zbyněk Havrda (19. srpna 1962 – 13. dubna 1983) byl český silniční motocyklový závodník. Jeho otcem je motocyklový závodník Zbyněk Havrda.

## Závodní kariéra
Mistrovství republiky jezdil v letech 1981 a 1982. V roce 1981 skončil ve třídě do 50 cm³ na motocyklu Kreidler na 7. místě. V roce 1982 skončil ve třídě do 50 cm³ na Kreidleru na 2. místě a ve třídě do 125 cm³ skončil na motocyklu MBS na čtvrtém místě. V Mistrovství Československa vyhrál v roce 1982 ve třídě do 50 cm³ poslední, pátý závod ve Znojmě.

## Úspěchy
- 2. misto v Mistrovství Československa
- 1 vítězství v závodech mistrovství Československa